# Thomas Luckmann
Thomas Luckmann (Jesenice, 14 de octubre de 1927-10 de mayo de 2016) fue un sociólogo  alemán de origen esloveno. Sus campos de investigación principales fueron la sociología de la comunicación, sociología del conocimiento, sociología de la religión, y filosofía de la ciencia. 

## Vida
Nació como Tomaž Luckmann, el 14 de octubre de 1927, en Eslovenia la ciudad fronteriza industrial de norte de Jesenice, entonces parte de Yugoslavia. Su padre era austriaco un industrial del norte, mientras que su madre era una eslovena de Liubliana. Por el lado de la madre, él era primo del poeta esloveno Božo Vodušek. Creció en un ambiente bilingüe. En la familia, hablaron ambos la lengua eslovena y la lengua alemana, y frecuentaron escuelas eslovenas en Jesenice hasta 1941, y entonces alemanas. Después de Segunda Guerra Mundial, la familia emigró a Austria. Luckmann estudió sociología en la Universidad de Viena y la Universidad de Innsbruck. Se trasladó después a los Estados Unidos, en donde estudió en la Nueva escuela para la investigación social en Nueva York. Trabajó como profesor de sociología en la Universidad de Constanza en Alemania, donde desde 1994 fue profesor emérito. Se casó y tuvo una hija.

## Obra
Luckmann era un seguidor de la escuela fenomenológica de sociología, establecida por el erudito austríaco Alfred Schütz. En sus trabajos, desarrolló una teoría, conocida como construccionismo social, que sostiene que todo el conocimiento, incluyendo el conocimiento más básico del sentido común de la realidad diaria, se deriva y es mantenido por interacciones sociales. Luckmann es probablemente el más conocido por los libros La construcción social de la realidad, escrito junto con Peter L. Berger editado en 1966 y Estructuras del Mundo de la Vida, que escribió con Alfred Schütz en 1982. Luckmann fue miembro de la Academia de Ciencias y de las Artes eslovenos y fue galardonado con doctorados honorarios de las universidades de Linköping y Liubliana.